# 루타 서페티스

## 개요
예술가, 독서가, 음악 애호가들로 이루어진 가정에서 태어나고 자란 리투아니아계 미국 작가. 잘 알려지지 않은 현대사와 그 역사를 경험한 사람들의 목소리를 대변하는 것으로 유명하다.
한국에서도 출간된 《회색 세상에서》는 전 세계 40개국에서 출간되며 뉴욕타임스 베스트셀러에 올랐고, 앞의 책을 포함하여 《아웃 오브 더 이지(Out of the easy)》로 카네기 메달 후보에 올랐으며, 《아무도 기억하지 않는》으로 카네기 메달을 수상하였다. 현재 미국 테네시주의 내슈빌에서 가족과 함께 살고 있다.

## 대표 저서
『나라는 베스트셀러』(2024년 08월 흐름출판 출간)
“나에게서 시작하는 특별한 글쓰기 수업”
당신의 경험은 베스트셀러가 된다.
글쓰기로 나와 내 주변, 그리고 세상을 이해하는 시간.
《회색 세상에서》, 《아무도 기억하지 않는》 등의 저서로 전 세계 독자들에게 감동을 선사해 온 베스트셀러 작가, 카네기 메달 수상에 이르는 이야기 창작의 대가 루타 서페티스와 함께 내 안의 이야기를 찾아 떠나는 여행.
쇼츠, 릴스, 틱톡 등 영상 미디어가 더 익숙한 시대에 '텍스트힙'이 떠오르고 있다. 누구나 쉽게 자신의 블로그나 SNS에 일기를 쓰거나 에세이, 시를 써서 올릴 수 있다. 글쓰기를 하다보면 더 잘쓰고 싶은 욕심이 생긴다. 어떻게 하면 조금 더 좋은 글을 쓸 수 있을까? 나의 경험과 내가 느낀 감정을 글에 더 잘 담을 방법은 없을까? 여기 작품을 발표하기만 하면 작품 속의 주인공이 바로 자신이라고 주장하는 독자가 속출하는 베스트셀러 작가인 루타 서페티스가 당신의 경험을 베스트셀러로 만드는 방법을 알려준다.
"강력한 글쓰기의 원천은 감정과 상상력이다." 보기좋게 꾸며내기만 한 글은 읽는 사람에게 아무 감흥을 주지 못한다. 루타 서페티스는 글 쓰는 사람의 삶에서 비롯된 진정성이 담긴 이야기에서 보는 사람도 진정한 감동을 느낄 수 있다고 말한다. 《나라는 베스트셀러》는 자신의 인생은 특별하지 않다고 느끼는 사람들도 자기 자신에게서 흥미로운 이야기를 이끌어내는 방법을 알려준다. 저자가 던지는 질문에 답을 하며 이야기를 만들다 보면 글을 쓴다는 것은 곧 나와 내 주변, 그리고 세상을 이해하고 사랑하는 방법이라는 것을 깨닫게 된다.

## 저서
소설
● 『회색세상에서』 (2013). 20세기 현대사에서 가장 어두운 부분이자 오랜 세월 드러나지 않았던 시베리아 강제노동수용소의 실상을 그린 작품이다.
● 『아무도 기억하지 않는』(2018). 실제 역사적 사건인 ‘빌헬름 구스틀로프호’ 침몰 사건을 배경으로 전쟁의 비극 속에서 희망을 좇던 아이들에 대한 이야기를 담고 있다.